# Кипріян Борисевич
Кипріян Борисевич (в миру Борис Борисевич, 15 серпня 1903, Холм, Люблінська губернія — 14 грудня 1980, Саут-Кейнан, Пенсільванія, США) — релігійний діяч у США українського походження. Архієпископ Філадельфійський та Пенсильванський  невизнаної Православної Церкви в Америці Московської патріархії.
Брат архієпископа Варлаама Борисевича.

## Життєпис
Народився 15 серпня 1903 в місті Холм (тоді в складі Російської імперії, нині — в межах Польщі).
У 1916 закінчив школу в Кременці, після чого вступив до Кременецького духовного училища, яке закінчив у 1919. На той час ці землі відійшли до Польської Республіки. Продовжив навчання у Волинській духовній семінарії, яку закінчив у 1925 закінчив і вступив на православний богословський факультет Варшавського університету. У 1927 одружився.
12 лютого 1928 єпископом Кременецьким Симоном Івановським висвячений в сан диякона, через три дні висвячений в сан священника і був призначений на парафію в селі Лопушне Волинської єпархії  Польської православної церкви.
У 1929 закінчив православний богословський факультет у Варшаві і в листопаді того ж року був призначений законовчителем в середніх школах Гродно.
У 1931 захистив магістерську дисертацію «Святий Кипріян, його життя і його твори» на факультеті православного богослов'я Варшавського університету і стає єпархіальним місіонером  та помічником настоятеля, а згодом ключником кафедрального собору в Гродно.
У березні 1939 переведений у Вільно , де обійняв посаду законовчителя Віленської гімназії.
11 квітня 1939 зведений в сан протоієрея.
У травні 1940 змушений залишити викладання, так як Литву окупували більшовики і нова окупаційна влада заборонила будь-яку релігійну освіту в державних школах.
У 1942 призначений кліриком кафедрального собору в Ковно і обіймав цю посаду до евакуації в Австрію в липні 1944 разом зі своєю дружиною у зв'язку із наступом Червоної армії .
Опинившись в Австрії, організував прихід в місті Лінц. Перейшов в Російську православну церкву за кордоном.
У 1945 евакуювався в Баварію і організував прихід в Аугсбурзі.
Живучи в Баварії, також був членом єпархіальної ради; президентом єпархіального місіонерського комітету і віце-президентом Будівельного комітету з відновлення церкви у Штутгарті .
В 1949 в липні переїхав до США, де був прийнятий в клір Північно-Американської митрополії (з 1970 Православна церква в Америці) .
У 1950 призначений настоятелем Свято-Троїцького приходу в Канзас-Сіті, штат Канзас.
У 1953 переведений на Андріївський прихід в Балтіморі, штат Меріленд, одночасно призначений благочинним Вашингтонського округу.
У вересні 1959 переведений на Успенський прихід в Стемфорді, штат Коннектикут .
Він також був призначений до ради цензорів Північно-Американської митрополії, був упорядником і редактором Церковного календаря з літургійними рубриками, а також став редактором журналу «Російсько-Американський православний вісник», офіційного органу Північно-Американської митрополії .
23 червня 1961 року овдовів і 6 жовтня того ж року архієпископом Бостонським і Нової Англії Іринеєм Бекішем пострижений у чернецтво з ім'ям Кипріян .
Архієрейський собор обрав Борисевича єпископом Вашингтонським, вікарієм митрополита всієї Америки і Канади, і призначив ректором Свято-Тихонівської духовної семінарії в Південному Ханаані, де йому визначили місце проживання. У жовтні того ж року  в Саут-Кейнані відбулася архієрейська хіротонія Кипріяна Борисевича, яку очолив митрополит Леонтій Туркевич. Кипріян викладав у семінарії пастирське богослов'я, гомілетику і літургику.
У 1964 призначений єпископом Філадельфійським і Пенсільванським . Зберіг за собою посаду ректора Свято-Тихонівської духовної семінарії, але фактичним очільником семінарії став її декан.
У 1970 возведений у сан архієпископа, Член Синоду і голова Відділу зовнішніх зв'язків Православної церкви в Америці .
Помер 14 грудня 1980 в Південному Ханаані (Пенсільванія, США). Похований в Свято-Тихонівському монастирі в Південному Ханаані, штат Пенсільванія .